# Quilihuaya
Quilihuaya ist eine Ortschaft im Departamento La Paz im südamerikanischen Andenstaat Bolivien.

## Lage im Nahraum
Quilihuaya liegt in der Provinz Murillo und ist zentraler Ort im Cantón Quilihuaya im Municipio Palca. Die Ortschaft liegt auf einer Höhe von 3157 m am Ostrand des bolivianischen Altiplano, oberhalb des Río Vilaque, der in südwestlicher Richtung flussabwärts in den Río Palca mündet.

## Geographie
Quilihuaya liegt am Rande des Gebirgsmassivs des Illimani, welcher ein Teil der bolivianischen Cordillera Real ist. Das Klima der Region ist ein typisches Tageszeitenklima, bei dem die tägliche Schwankung der Temperaturen deutlicher ausfällt als die mittleren Temperaturunterschiede der Jahreszeiten.
Die mittlere Durchschnittstemperatur der Region liegt bei etwa 8 °C (siehe Klimadiagramm Palca) und schwankt nur unwesentlich zwischen 6 °C im Juni/Juli und 10 °C im November. Der Jahresniederschlag beträgt etwa 600 mm, bei einer ausgeprägten Trockenzeit von Mai bis August mit Monatsniederschlägen unter 15 mm, und einem Niederschlagsmaximum im Januar mit 120 mm.

## Verkehrsnetz
Quilihuaya liegt 44 km südöstlich von La Paz und ist mit der Hauptstadt durch eine unbefestigte Landstraße verbunden. Die Straße führt durch den Cañon de Palca nach Palca und von dort flussaufwärts über Calchani und Karsi in das vierzehn Kilometer entfernte Lacayani. Von dort aus führt die Straße in südlicher Richtung, überquert nach sieben Kilometern den Río Vilaque und erreicht drei Kilometer später Quilihuaya.

## Bevölkerung
Die Einwohnerzahl der Ortschaft ist in dem Jahrzehnt zwischen den letzten beiden Volkszählungen um etwa ein Drittel zurückgegangen:
| Jahr | Einwohner         | Quelle       |
| ---- | ----------------- | ------------ |
| 1992 | keine Detaildaten | Volkszählung |
| 2001 | 135               | Volkszählung |
| 2012 | 103               | Volkszählung |
| 2024 |                   | Volkszählung |

Die Region weist einen hohen Anteil an Aymara-Bevölkerung auf, im Municipio Palca sprechen 94,1 Prozent der Bevölkerung Aymara.